# Breda (stacja kolejowa)
Breda – stacja kolejowa w Bredzie, w prowincji Brabancja Północna, w Holandii. Stacja została otwarta w 1855.